# La isla (Juan Goytisolo)

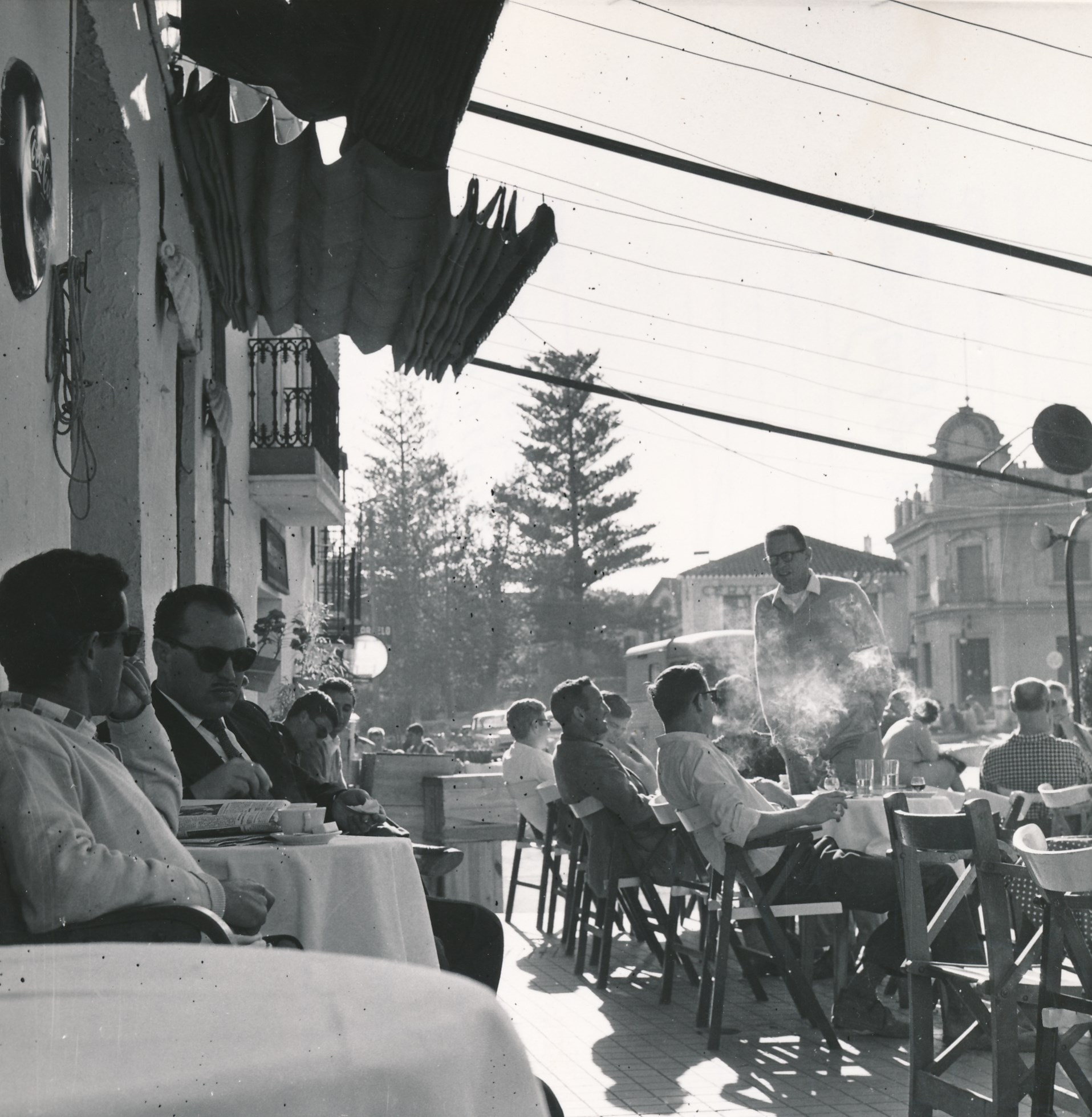
Torremolinos, 1959

La isla es una novela escrita en 1960 por Juan Goytisolo con el propósito inicial de ser llevada al cine. La idea de la novela, del propio Goytisolo, se planteó, a sugerencia de Ricardo Muñoz Suay, como el "guion enriquecido" de una película para la que se pensó en Lucía Bosé como protagonista. La ruptura de Muñoz Suay con su productora, Uninci, dio al traste con el proyecto. Publicada inicialmente en Francia, y traducida a varios idiomas, no fue autorizada por la censura española.

## Argumento
Claudia Estrada, voz narradora de la novela, tras una larga ausencia de su Málaga natal, pasa parte del verano en Torremolinos junto a su marido, al que solo le une el común interés por mantener de cara a los demás la apariencia de un matrimonio unido. Los once días que permanece en Torremolinos estarán ocupados en relacionarse con otros miembros de la clase alta. 
Los personajes con los que Claudia entabla relación, aunque próximos a entrar en la mediana edad, son retratados como individuos más próximos a la adolescencia que a la madurez, y su conducta y moralidad quedan muy alejadas de los de sus padres y de los miembros de las clases más humildes. El contraste generacional, mostrado por medio de la presencia de los suegros de Claudia, y el contraste entre ricos y pobres son evidentes en alguna parte de la novela, si bien de manera esporádica y sutil.
El pasado y el presente de la vida de Claudia son objeto de comparación en algunos de sus monólogos: frente a la joven idealista, enamorada, que lo habría dejado todo por ayudar a un amigo, ve a una mujer conformista y acomodada a una vida fácil. Aunque Curtis Millner sostiene que de los acontecimientos de la novela surge una experiencia que desencadena un proceso psicológico en la protagonista, el lector puede preguntarse si lo narrado no es más que otro capítulo, ni más ni menos trascendente, de la vida de Claudia.
Además del personaje de Claudia, cabe destacar el de Dolores Vélez, actriz de teatro con la que Claudia Estrada establece una relación de amistad más profunda que las que parecen mantener entre ellos el resto de personajes. Claudia y Dolores parecen observar el ambiente que les rodea con una mezcla de hastío y distanciamiento, si bien en la práctica resultan mostrar cierta pasividad dejándose arrastrar a toda reunión social a la que se les invita, sin buscar otra alternativa a sus existencias.

## Ediciones
- Seix Barral, colección Biblioteca Formentor. México D.F., 1961.
- Ediciones R. La Habana, 1962.
- Joaquín Mortiz. México D. F., 1969.
- Seix Barral. Barcelona, 1983.
- Incluida en Obras completas, II. Narrativa y relatos de viaje (1959-1965). Galaxia-Gutenberg/ Círculo de lectores. Barcelona, 2005.